# Orasema rapo
Orasema rapo är en stekelart som först beskrevs av Walker 1839.  Orasema rapo ingår i släktet Orasema och familjen Eucharitidae. Inga underarter finns listade i Catalogue of Life.